# Pallavolo ai Giochi della XXXI Olimpiade
I tornei di pallavolo ai Giochi della XXXI Olimpiade si sono svolti dal 6 al 21 agosto 2016 a Rio de Janeiro, in Brasile, durante i Giochi della XXXI Olimpiade.

## Calendario
| Pallavolo alla XXXI Olimpiade | Pallavolo alla XXXI Olimpiade | Pallavolo alla XXXI Olimpiade | Pallavolo alla XXXI Olimpiade | Pallavolo alla XXXI Olimpiade | Pallavolo alla XXXI Olimpiade | Pallavolo alla XXXI Olimpiade | Pallavolo alla XXXI Olimpiade | Pallavolo alla XXXI Olimpiade | Pallavolo alla XXXI Olimpiade | Pallavolo alla XXXI Olimpiade | Pallavolo alla XXXI Olimpiade | Pallavolo alla XXXI Olimpiade | Pallavolo alla XXXI Olimpiade | Pallavolo alla XXXI Olimpiade | Pallavolo alla XXXI Olimpiade | Pallavolo alla XXXI Olimpiade | Pallavolo alla XXXI Olimpiade | Pallavolo alla XXXI Olimpiade | Pallavolo alla XXXI Olimpiade |
| Agosto 2016                   | 6                             | 7                             | 8                             | 9                             | 10                            | 11                            | 12                            | 13                            | 14                            | 15                            | 16                            | 17                            | 18                            | 19                            | 20                            | 20                            | 21                            | 21                            | Totale                        |
| ----------------------------- | ----------------------------- | ----------------------------- | ----------------------------- | ----------------------------- | ----------------------------- | ----------------------------- | ----------------------------- | ----------------------------- | ----------------------------- | ----------------------------- | ----------------------------- | ----------------------------- | ----------------------------- | ----------------------------- | ----------------------------- | ----------------------------- | ----------------------------- | ----------------------------- | ----------------------------- |
| Uomini                        |                               | 1°T                           |                               | 1°T                           |                               | 1°T                           |                               | 1°T                           |                               | 1°T                           |                               | QF                            |                               | SF                            |                               |                               | f                             | F                             | 1                             |
| Donne                         | 1°T                           |                               | 1°T                           |                               | 1°T                           |                               | 1°T                           |                               | 1°T                           |                               | QF                            |                               | SF                            |                               | f                             | F                             |                               |                               | 1                             |
| Totale                        |                               |                               |                               |                               |                               |                               |                               |                               |                               |                               |                               |                               |                               |                               | 1                             | 1                             | 1                             | 1                             | 2                             |

|  | Qualificazioni |  | Finale 3º posto |  | Finale 1º posto |

## Podi
| Evento                         | Oro     | Argento | Bronzo      |
| Pallavolo maschile (dettagli)  | Brasile | Italia  | Stati Uniti |
| Pallavolo femminile (dettagli) | Cina    | Serbia  | Stati Uniti |